# Финландска марка
Вижте пояснителната страница за други значения на марка.
Финландската марка (на фински: Suomen markka; на шведски: finsk mark) е бившата национална валута на Финландия.
За първи път е въведена през 1860 г. 1 финландска марка е равна на 100 пени. Емитира се от Банка Финландия. Международният код на валутата е FIM.
Заменена е с еврото от 28 февруари 2002 г.
1. ↑  Suomalainen raha //   Посетен на 24 февруари 2017 г. Vuoden 2002 alussa laskettiin liikkeelle ensimmäiset euromääräiset kolikot ja setelit. Yhteiskäyttö markkojen kanssa kesti kaksi kuukautta ja markkamääräisten rahojen käyttö päättyi 28.2.2002.